# Friedrich von Schmidt
Friedrich von Schmidt (Gschwend, 22 ottobre 1825 – Vienna, 23 gennaio 1891) è stato un architetto austriaco.

## Biografia
Von Schmidt nacque a Frickenhofen, Gschwend, Württemberg, Germania. Dopo aver studiato al liceo tecnico di Stoccarda sotto Breymann e Mauch, divenne, nel 1845, uno dei lavoratori della gilda impiegati nella costruzione della Cattedrale di Colonia, sulla quale lavorò per quindici anni. La maggior parte dei disegni di lavoro per le torri sono stati realizzati da Schmidt e Vincenz Statz. Nel 1848 raggiunse il grado di capomastro e nel 1856 passò l'esame di stato come architetto. Dopo essere diventato cattolico nel 1858, andò a Milano come professore di architettura e iniziò il restauro della Cattedrale di Sant'Ambrogio. A causa della confusione causata dalla guerra del 1859 andò a Vienna, dove era professore presso l'accademia e architetto della cattedrale dal 1862; nel 1865 ricevette il titolo di capo architetto e nel 1888 fu nobilitato dall'imperatore.
In stile neogotico costruì a Vienna la Chiesa di San Lazzaro, la Chiesa di San Othmar nel 3° distretto (Landstraße). Costruì anche una scuola, l'Akademisches Gymnasium, con una facciata gotica e l'edificio commemorativo eretto sul sito dell'anfiteatro che era stato distrutto da un incendio. L'ultimo edificio menzionato era in stile gotico veneziano. Un gran numero di piccoli edifici ecclesiastici e secolari in Austria e Germania sono stati progettati da lui. Il suo ultimo lavoro è stato il restauro della Cattedrale di Pécs in Ungheria. La sua fama principale l'ha guadagnata con la sua restaurazione della Cattedrale di Santo Stefano, Vienna. Prese la guglia e lavorò alla sua ricostruzione fino al 1872.
Ha anche progettato il Municipio di Vienna. Il suo motto era di unire la forza tedesca alla libertà italiana. Ha anche progettato la Cattedrale di Vaduz e la Cattedrale di San Giuseppe a Bucarest. Dal 1870 al 1882, ha lavorato come capo architetto nella cattedrale neoromanica di San Pietro e San Paolo a Đakovo come successore di Carl Roesner.
È stato insegnante e modello di molti giovani architetti, tra cui Friedrich Grünanger, Frigyes Schulek, Imre Steindl e Karl Troll. Una sua statua in bronzo è stata posta davanti al municipio di Vienna. Suo figlio Heinrich fu sovrintendente all'edificio della cattedrale di Francoforte e in seguito professore di architettura medievale a Monaco.